# Ihor Babinczuk
Ihor Dmytrowycz Babinczuk, ukr. Ігор Дмитрович Бабінчук, ros. Игорь Дмитриевич Бабинчук, Igor Dmitrijewicz Babinczuk (ur. 11 listopada 1954 w Zimie, w obwodzie irkuckim, Rosyjska FSRR) – ukraiński trener piłkarski.

## Kariera trenerska
Urodzony w Syberii, wkrótce z rodzicami powrócił do rodzimych stron do Stanisławowa. W 1976 ukończył z wyróżnieniem Instytut Pedagogiczny w Tarnopolu. Podczas nauki bronił barw drużyny studenckiej, w składzie której w 1979 roku zdobył brązowe medale Mistrzostw Ukraińskiej wśród zespołów amatorskich. W 1986 dołączył do sztabu szkoleniowego Nywy Tarnopol, a w 1990 awansował na stanowisko dyrektora technicznego Nywy. Potem pomagał trenować Torpedo Zaporoże i Dnipro Dniepropetrowsk. W sezonie 2001/02 jako skaut poszukiwał talenty dla Karpat Lwów. W lipcu 2002 został zaproszony przez głównego trenera Wjaczesława Hroznego do Arsenału Kijów. W listopadzie 2005 prowadził Arsenał Kijów, a potem kontynuował pracę w sztabie szkoleniowym kijowskiego klubu. W lutym 2010 odszedł z klubu razem z trenerem Ołeksandrem Zawarowym. Od 23 grudnia 2011 do 9 kwietnia 2012 pomagał Łeonidu Buriaku trenować FK Ołeksandrija.